# Enkakkad
Enkakkad es una ciudad censal situada en el distrito de Thrissur en el estado de Kerala (India). Su población es de 9584 habitantes (2011).

## Demografía
Según el censo de 2011 la población de Enkakkad era de 9584 habitantes, de los cuales 4530 eran hombres y 5050 eran mujeres. Enkakkad tiene una tasa media de alfabetización del 93,28%, inferior a la media estatal del 94%: la alfabetización masculina es del 96,28%, y la alfabetización femenina del 91,77%.